# 小泉清左衛門

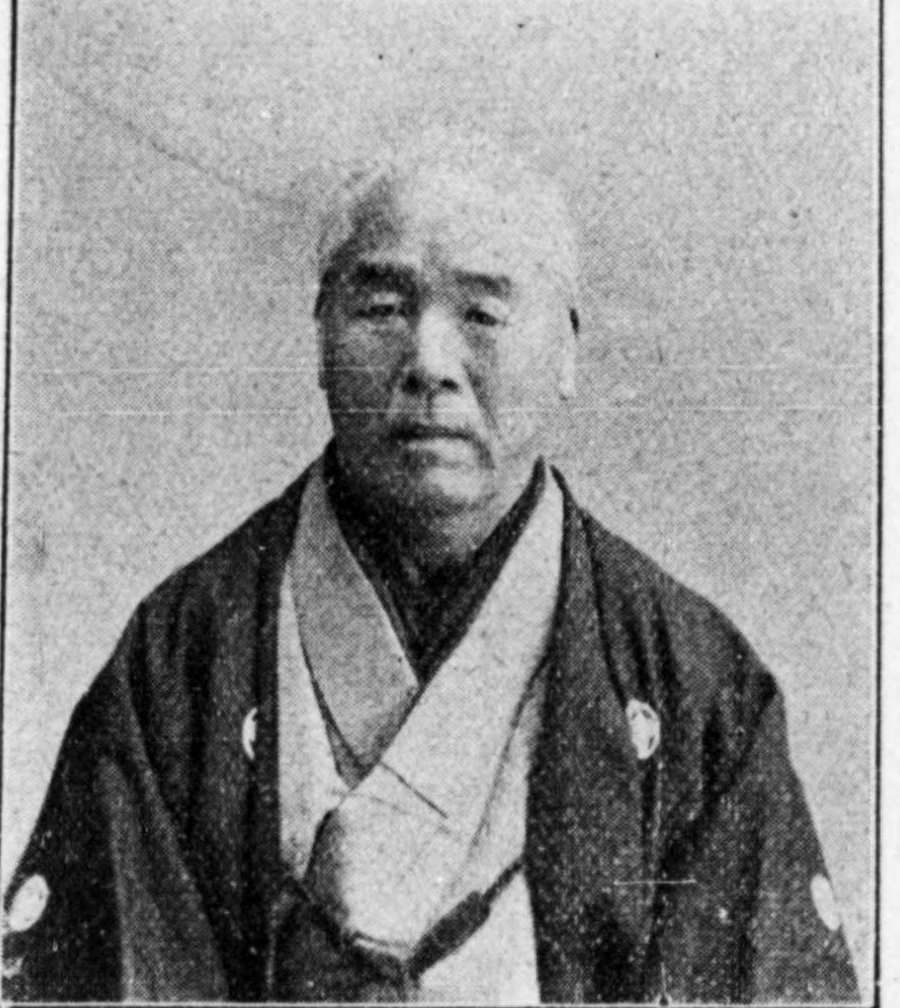
小泉清左衛門

小泉 清左衛門（清左衞門、こいずみ せいざえもん、1839年9月10日（天保10年8月3日）- 1906年（明治39年）4月15日）は、明治期の実業家、政治家。衆議院議員。旧姓・塚口。

## 経歴
阿波国板野郡矢武村（徳島県板野郡松坂村矢武を経て現板野町矢武）で、塚口与兵衛の二男として生まれる。和漢学を修めた。
18歳で大阪に出て苧麻（カラムシ）商を営む。小泉清兵衛の養嗣子となり海陸物産貿易商を営み、清国商人の信頼を得て事業を拡大した。大阪商法会議所議員、大阪商業会議所副会頭、大阪貿易商組合総組長、大阪舎密工業監査役、第4回内国勧業博覧会審査官、第2回水産博覧会審査官などを務めた。
政界では、1875年（明治8年）西区会議長となる。その他、戸長、大阪市会議員、同参事会員、大阪府会議員などを務めた。
1902年（明治35年）8月の第7回衆議院議員総選挙で大阪府大阪市から立憲政友会所属で出馬して初当選。1903年（明治36年）3月の第8回総選挙（大阪府大阪市、立憲政友会）でも再選され、衆議院議員に連続2期在任した。

## 親族
- 妻 小泉うた（養父長女）[1]